# Seznam promoravských subjektů
Seznam promoravských (moravistických) subjektů zahrnuje všechny existující i zaniklé promoravské subjekty.

## Rakousko-Uherská monarchie
|    | Subjekt                                     | Vznik | Zánik |
| -- | ------------------------------------------- | ----- | ----- |
| 1. | Moravská národní strana                     | 1861  | 1911  |
| 2. | Moravsko-slezská křesťansko-sociální strana | 1899  | 1919  |
| 3. | Katolická strana národní na Moravě          | 1896  | 1919  |
| 4. | Lidová strana na Moravě                     | 1891  | 1909  |
| 5. | Lidová strana pokroková na Moravě           | 1909  | 1919  |
| 6. | Moravská strana pokroková                   | 1906  | 1909  |
| 7. | Lidová strana na Moravě (Bulín)             | 1913  | 1918  |

## Protektorát Čechy a Morava
|    | Subjekt                               | Vznik | Zánik     |
| -- | ------------------------------------- | ----- | --------- |
| 1. | Moravská nacionální a sociální strana | 1940  | 1942/1943 |
| 2. | Národopisná Morava                    | 1939  | 1941      |

## Československá socialistická republika a Česká republika (2. polovina 20. století)
|     | Subjekt                                                            | Vznik     | Zánik |
| --- | ------------------------------------------------------------------ | --------- | ----- |
| 1.  | Společnost pro Moravu a Slezsko                                    | 1968      | -     |
| 2.  | Klub přátel Moravy                                                 | 1985      | 1990  |
| 3.  | Moravská národní obec                                              | 1990/1991 | -     |
| 4.  | Moravské občanské hnutí                                            | 1989      | 1992  |
| 5.  | Moravská národní strana                                            | 1990      | 1997  |
| 6.  | Hnutí za samosprávnou demokracii - Společnost pro Moravu a Slezsko | 1990      | 1994  |
| 7.  | Českomoravská strana středu                                        | 1994      | 1996  |
| 8.  | Českomoravská unie středu                                          | 1996      | 1997  |
| 9.  | Moravskoslezské hnutí                                              | 1991      | 1995  |
| 10. | Hnutí samosprávné Moravy a Slezska                                 | 1994      | 2005  |
| 11. | Moravská demokratická strana                                       | 1997      | 2005  |
| 12. | Strana moravského venkova                                          | 1991      | 2001  |
| 13. | Moravské a Slezské informační centrum                              | 1992      | -     |
| 14. | Moravskoslezská akademie                                           | 1994      | -     |
| 15. | Moravský národní kongres                                           | 1992      | -     |

## Česká republika (21. století)
|     | Subjekt                                                 | Vznik | Zánik |
| --- | ------------------------------------------------------- | ----- | ----- |
| 1.  | Moravané                                                | 2005  | -     |
| 2.  | Moravské zemské hnutí                                   | 2018  | -     |
| 3.  | Morava 1918                                             | 2021  |       |
| 4.  | Moravský kulatý stůl                                    | 2011  | -     |
| 5.  | Starostové a osobnosti pro Moravu (Sdružení nestraníků) | 2001  | -     |
| 6.  | Moravská a slezská pirátská strana                      | 2018  | -     |
| 7.  | Sdružení monarchistů Brno                               | 2013  | -     |
| 8.  | Moravský historický klub                                | ?     | -     |
| 9.  | Moravská krajina                                        | ?     | -     |
| 10. | Mladí Moravané                                          | ?     | -     |
| 11. | Za Moravu                                               | 2012  | -     |
| 12. | Moravský slovanský výbor                                | 2000  | -     |

## Regionální subjekty
|    | Subjekt               | Vznik | Zánik |
| -- | --------------------- | ----- | ----- |
| 1. | Moravané z Bošovic    | 2012  | -     |
| 2. | Moravané ze Šumperska | ?     | -     |